# سيلفيا أغنيس صوفيا تيت
سيلفيا أغنيس صوفيا تيت (بالإنجليزية: Sylvia Agnes Sophia Tait)‏ (ولدت 8 يناير 1917 - 28 فبراير 2003) كانت عالمة في الكيمياء الحيوية وفي علم الغدد الصم.